# La Tête contre les murs
La Tête contre les murs és una pel·lícula dramàtica francesa del 1959 dirigida per Georges Franju protagonitzada per Pierre Brasseur, Paul Meurisse, Jean-Pierre Mocky, Anouk Aimée, i Charles Aznavour. Va ser el primer llargmetratge dirigit per Franju. La història segueix un jove sense rumb que està institucionalitzat per desafiar el seu pare ric i, en el procés, emet diverses preguntes sobre com la societat defineix i tracta les malalties mentals.

## Argument
François, el fill despreocupat d'un advocat influent, no té cap qualificació ni feina. Per barrejar-se amb amics rics i superficials, ha manllevat diners que no pot tornar. A la recerca de diners, irromp a l'escriptori del seu pare, roba els seus diners en efectiu i crema sense cap mena de dubte un dels seus documents legals. En lloc de trucar a la policia, el seu pare l'ha ingressat a un hospital psiquiàtric aïllat del país. François descobreix que molts dels interns no estan seriosament trastornats, però el doctor Varmont, metge sènior de la sala on està internat, opina que els malalts mentals haurien de ser tancats fora de la societat.
François es fa amic de Lenoir, un criminal que s'amaga de la venjança de les bandes, i d'Heurtevent, un epilèptic lleu. Per a la seva alegria, Stéphanie, una noia que va conèixer en la seva última nit de llibertat, li fa una visita. Ella sap que no és boig i l'insta a controlar la seva vida. Al final de l'hora de les visites, François intenta escapar amb la resta de persones que surten de l'hospital, però és atrapat per un dels vigilants. Sota la influència del pentobarbital, François diu a Varmont que culpa al seu pare del suïcidi de la seva mare quan encara era un nen.
François s'assabenta per Heurtevent de la sala del Dr. Emery, els mètodes de tractament del qual són més progressius que els de Varmont, però Emery no té la capacitat d'acceptar nous pacients. Després de dir-li al doctor Varmont que vol reconciliar-se, François rep la visita del seu pare, però la reunió és un fracàs i l'alliberament sembla remot. Juntament amb Heurtevent, fa un intent de fugida, però el seu amic s'ensorra en una crisi epilèptica mentre ell mateix és ferit per un local amb la seva pistola. Desesperat, Heurtevent es penja més tard.
François planeja una altra fugida durant el funeral d'Heurtevent, ja que el cementiri de l'hospital es troba fora dels murs de la institució. Lenoir li dona una adreça a París on pot trobar feina i un lloc per dormir. Fent una escapada amb èxit, François descobreix que l'adreça donada és un casino il·legal. Sense saber si aquest és un entorn en el que vol entrar, va sense avís a l'habitació de Stéphanie, que el deixa quedar-se a casa seva i passa la nit amb ell. Al matí, dos homes de paisà que busquen François apareixen a la porta de Stéphanie, però ella fa veure que no sap el seu parador. François fa els preparatius per escapar, rebutjant l'oferta de Stéphanie d'acompanyar-lo. S'escapa i, atrapat a l'escala pels dos homes que l'estaven esperant, és traslladat de pressa a l'asil.

## Repartiment
- Pierre Brasseur com el Dr. Varmont
- Paul Meurisse com el Dr. Emery
- Jean-Pierre Mocky com a François Gérane
- Anouk Aimée com a Stéphanie
- Jean Galland com a mestre Gérane
- Thomy Bourdelle com a coronel Donnadieu
- Jean Ozenne com el comte Elzéar de Chambrelle
- Charles Aznavour com a Heurtevent
- Rudy Lenoir com l'amagat
- Roger Legris com a Deauville el conductor
- Henri San Juan com a patró de la piscina
- Édith Scob com a cantant boja
- Max Montavon com a intern al refectori
- Luis Masson com a intern
- Luc Andrieux com a infermer
- Jacques Mancier com l'home de l'arma
- Pierre Mirat com a guàrdia
- Henri Poirier com a sacerdot
- Jacques Seiler com a infermer

## Crítiques
En el seu llançament, La Tête contre les murs va rebre elogis per part de la crítica de Cahiers du Cinéma, especialment per Jean-Luc Godard, que va assenyalar que Franju "busca la bogeria que hi ha darrere" la realitat, perquè és per a ell l'única manera de redescobrir el veritable rostre de la realitat darrere d'aquesta bogeria […] Franju demostra la necessitat del surrealisme si es considera com un pelegrinatge a les fonts." El crític de cinema Jean de Baroncelli també li va fer una bona acollida al diari Le Monde, tot i que amb algunes reserves: a qui agradin els millors curtmetratges de Franju segur que els agradarà la seva primera pel·lícula romàntica. Perdonaran a l'autor el desordre de la seva història i la inutilitat de determinades escenes, conservant només l'essencial: aquesta evocació poètica i gelada d'un món prohibit.

## Banda sonora
El febrer de 2005, el segell discogràfic de la banda sonora francesa Play Time va llançar la música de pel·lícula de Maurice Jarre en disc compacte, juntament amb altres partitures que Jarre va compondre per a pel·lícules de Franju.